# Росиця (озеро)
Роси́ця (біл. Росіца) — невелике озеро в Верхньодвінському районі Вітебської області Білорусі.
Озеро розташоване за 9 км на північний захід від міста Верхньодвінськ.
Довжина озера — 2,05 км, ширина — 260 м, площа — 0,4 км². Озеро стічне, через нього протікає річка Березівка, ліва притока Росиці (басейн Західної Двіни).
Озеро обмежене пагорбами заввишки до 13 м, вкриті чагарниками, місцями розорані.
На західних берегах лежить село Росиця.